# Пештак

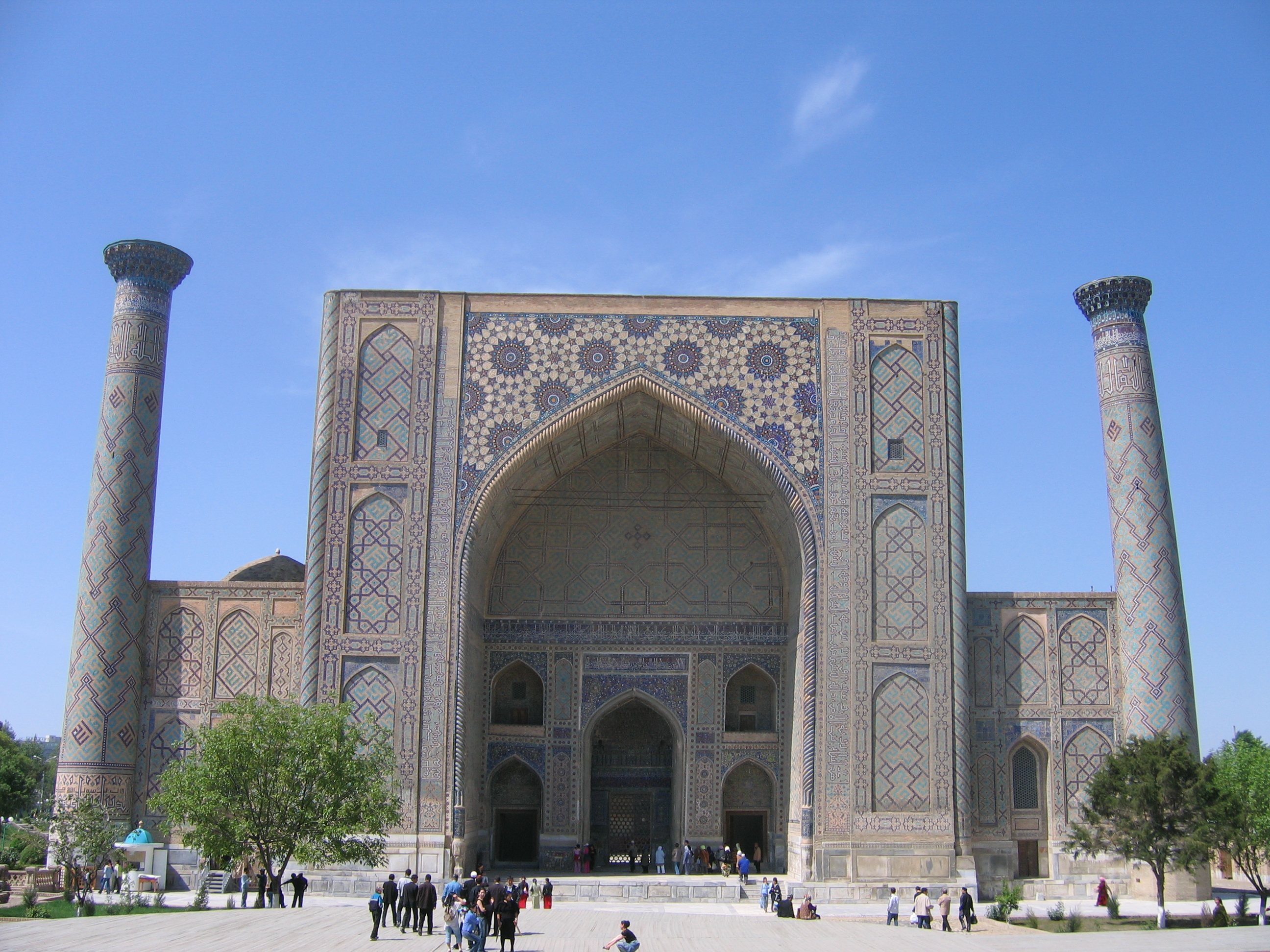
Пештак в архитектуре Медресе Улугбека в Самарканде, Узбекистан.

Пешта́к или пиштак (перс. پیش‌طاق‎) — в странах Ближнего и Среднего Востока портал в средневековых мечетях, медресе, мавзолеях, караван-сараях и других общественных зданиях. Пештак имеет вид вертикально стоящего прямоугольника со стрельчатой аркой. С персидского переводится как «передняя арка».
Отличительные признаки пештака — его высота, превышающая высоту стен самого здания, а также — сосредоточение именно здесь основного декоративного богатства внешней архитектуры, концентрирующие внимание на пештаке и определяющее значение гипертрофированно развитого входа.

## Назначения пештака
В феодальных замках пештак играл роль парадного, укреплённого входа, а в постройках полуоборонного характера, например, в придорожных караван-сараях играл роль укреплённых ворот. В мечетях пештак представлял собой не только вход, но и парадный, обращённый в сторону Мекки, отовсюду видимый михраб. В мавзолеях же назначением пештака было выделение главного входа в изолированную от посторонних взоров усыпальницу-гурхану.

## История
В Средней Азии встречается с X века, в XIV—XVII веках превратился в самостоятельную богато декорированную часть здания, часто превосходящую его по высоте.
Функционально сложился по типу античной триумфальной арки в процессе развития ниши портала. Расширяя внутреннее пространство, она приобрела вид входного айвана — павильона, отделяющего улицу от высокозначимого помещения. Обычно, пештак служил парадным входом главного фасада, иногда же открывался во внутренний двор. Сводчатая ниша (айван (араб.) или ейван (перс.) и её монументальный фасад украшались рельефами и росписью.
Для инкрустации пештака использовали наборную керамику, мрамор и цветной камень. В композицию орнаментов также включали резную терракоту и расписную майолику. Плоскость фасада заполнялась каллиграфическими надписями и узорами, например, арабесками.